# Хейнс, Джексон
Джексон Хейнс (англ. Jackson Haines) (1840—1875) — американский фигурист и балетный танцор, один из основателей современного фигурного катания на коньках. Родился в 1840 году в Нью-Йорке.
Занявшись фигурным катанием на коньках, он достиг определённого успеха, претендуя на звание национального чемпиона по фигурному катанию. Однако, в связи с отсутствием единой американской ассоциации (спортивной федерации в современном понимании) это утверждение не получило всеобщего признания, так как в США в то время проводилось несколько чемпионатов. Общенациональная ассоциация, объединяющая фигуристов США, под эгидой которой проводятся общенациональные чемпионаты, была создана только в 1921 году.
В это время, в фигурном катании господствовал «английский стиль», который был жестким и формальным. Стиль Хейнса был полной противоположностью этому стилю.  Он использовал свою балетную подготовку для создания изящной, художественной программы, которую представлял в сопровождении музыки, что тоже было необычно для того времени. Он усовершенствовал коньки, привинчивая их прямо на сапоги, что давало дополнительную устойчивость и позволяло  делать большие спортивных прыжки.
Стиль Хейнса не получил признания в Соединенных Штатах, поэтому он отправился в Европу, чтобы продемонстрировать его стиль, который стал известен как "интернациональный стиль". Некоторое время он жил в Вене, где его стиль катания стал очень популярным.
Вот что писал о стиле катания Хейнса знаменитый российский фигурист Н. А. Панин-Коломенкин:

«Еще в 1864 году в Европу прибыл американский фигурист Джексон Гейнц (Хейнс), которому суждено было стать основателем современной нам формы искусства катания на коньках. Его манера катания, совершенно исключительная по красоте и естественной легкости, ритму и музыкальности движений, развивалась, по-видимому, вполне самобытно... Кроме того, в области техники именно он показал впервые в Европе, что ход зависит не только от инерции после толчка, но что при каждом повороте корпуса, связанном с вытягиванием и сгибанием колена опорной ноги, можно получать новое поступательное движение. Этот важный принцип в связи с характером всех приемов Дж. Гейнца оказался фактором неоценимого значения. Но самая большая заслуга Гейнца была в том, что он, как истинный художник, вполне обладал чувством меры, категорически преграждавшим ему путь к крайностям; он понимал, что эстетическая сторона не должна подавляться чисто спортивно-технической, что точность, уверенность и быстрота должны сочетаться с красотой, свободой и естественностью, и сумел поднять своё исполнение на ступень действительного искусства, непреодолимо заражавшего зрителя своей эмоциональностью. Благодаря этому он показал изумленным европейцам совершенно неожиданные возможности исполнения связных последовательностей, стремительнейших фигур и элегантных ритмических танцев в красивейших постановках и грациознейших движениях тела... Влияние его искусства было колоссально. Оно послужило тем толчком, который вызвал огромный качественный скачок вперед и привел впоследствии к образованию новой формы проявления искусства — к международному стилю...»
За 11 лет Хейнс стал международной знаменитостью, демонстрируя катание под живую музыку под открытым небом на льду в присутствии публики.
Джексон Хейнс умер от пневмонии 23 июня 1875 года в финском городе Гамлекарлебю (современное название — Коккола), был похоронен там же.
Признание на родине Джексон Хейнс получил уже после смерти. Его имя было внесено в Зал Славы мирового фигурного катания в Колорадо-Спрингс, США, в 1976 году.